# Khối núi Adirondack

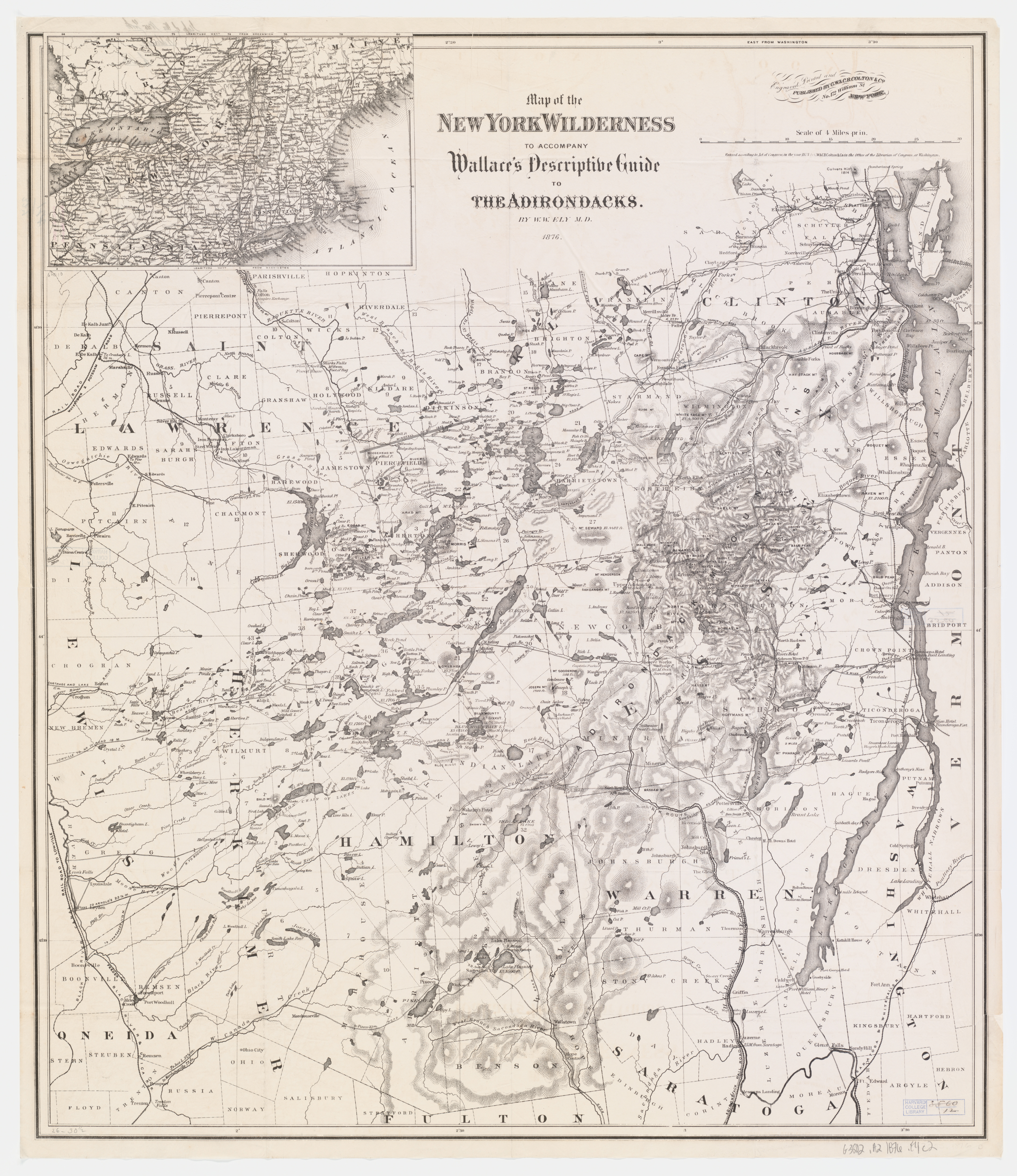
Bản đồ năm 1876 của Adirondacks, hiển thị nhiều cái tên đã lỗi thời cho nhiều đỉnh núi, hồ và cộng đồng

Khối núi Adirondack (/ædɪˈrɒndæk/) là một khối núi ở đông bắc New York, Hoa Kỳ. Ranh giới của nó gần tương ứng với ranh giới của Công viên Adirondack. Nó bao gồm khoảng 5.000 dặm vuông (13.000 km2). Các ngọn núi tạo thành một mái vòm gần tròn, khoảng 160 dặm (260 km) với đường kính và khoảng 1 dặm (1.600 m) cao. Nền hỗ trợ của khối núi này hiện tại chủ yếu là nhờ các khối băng. Có hơn 200 hồ ở xung quanh các ngọn núi, bao gồm hồ George, hồ Placid và hồ Tear of the Clouds, trên Núi Marcy, chính là nguồn nước có độ cao lớn nhất của sông Hudson.

## Từ nguyên
Từ Adirondack được cho là xuất phát từ chữ Mohawk 'ha-de-ron-dah' có nghĩa là 'những kẻ ăn cây'. Tên được viết sớm nhất, đánh vần là Rontaks, là vào năm 1729 bởi nhà truyền giáo người Pháp Joseph-François Lafitau. Ông giải thích rằng từ này được người Iroquo sử dụng như một thuật ngữ xúc phạm các nhóm người Algonquian không làm nông nghiệp và do đó đôi khi phải ăn vỏ cây để sống sót qua mùa đông khắc nghiệt. Vì người Mohawk không có ngôn ngữ viết vào thời điểm đó, người châu Âu sử dụng nhiều cách viết phiên âm khác nhau của từ này, bao gồm Achkokx, Rondaxe và Adirondax.  Những từ như vậy được liên kết chặt chẽ với khu vực, nhưng chúng vẫn chưa được coi là một địa danh - một bản đồ tiếng Anh từ năm 1761 chỉ cho khu vực này đơn giản là Quốc gia săn hươu. Năm 1837, các ngọn núi được Ebenezer Emmons đặt tên là Adirondacks.

## Lịch sử con người định cư
Con người đã sống ở khu vực khối núi Adirondack kể từ thời Paleo-Indian, (15.000 đến 7.000 TCN) ngay sau kỷ băng hà cuối cùng. Nhóm đầu tiên di chuyển đến khu vực này đến phía nam từ Thung lũng sông St. Lawrence và định cư dọc theo bờ biển Champlain vào khoảng năm 13.000 TCN. Những người này, được gọi là văn hóa Laurentian, là những người săn bắn hái lượm bán du mục. Bằng chứng cho sự hiện diện của họ ở Adirondacks bao gồm một mũi tên màu đỏ nâu đá phiến silic tìm thấy vào năm 2007 ở rìa của Tupper Lake. Trong khoảng 11.000 năm tiếp theo, khí hậu của khu vực từ từ ấm lên, và các khu rừng bắt đầu thay thế các lãnh nguyên ban đầu. Một số nền văn hóa khác nhau - được gọi là nền văn hóa Hồ Sylvan, sông, Middlesex, bán đảo Point và Owasco - đã thay thế nền văn hóa Laurentian theo thời gian. Vào thời kỳ văn hóa Owasco, khoảng năm 0 sau Công nguyên, ngô và đậu đã được trồng ở vùng cao Adirondack.